# 超特急のふじびじスクール!
『超特急のふじびじスクール！』（ちょうとっきゅうのふじびじスクール！）は、2016年4月3日から2017年4月1日までフジテレビで放送されたミニ番組。超特急の冠番組。超特急が生徒役、団長安田（安田大サーカス）が先生役に扮して、話題の商品やサービスについて学ぶ。

## めざましどようび
2014年10月4日から2016年3月26日まで、フジテレビ系「めざましどようび」内で、関東ローカルでインフォマーシャルとしてオンエアされたのち、同日の8時30分より番組の公式サイトで本編動画が公開された。超特急はコーイチ・カイ・リョウガ・タクヤ・ユーキ・ユースケ・タカシの7人体制での出演となる。

### 超特急のふじびじスクール！年末プレゼントスペシャル
2014年12月27日、29 - 31日にフジテレビで5分番組として放送された。
| 回 | 放送日時                     | ゲスト            |
| -- | ---------------------------- | ----------------- |
| 1  | 2014年12月27日 15:45 - 15:50 | 流れ星            |
| 2  | 12月29日 02:10 - 02:15       | 岡田圭右          |
| 3  | 12月29日 15:55 - 16:00       | ガチャピン ムック |
| 4  | 12月30日 15:55 - 16:00       | 歌広場淳          |
| 5  | 12月31日 15:55 - 16:00       | 超新塾            |

### 超特急のふじびじスクール！年末対決スペシャル!!
2015年12月26日、28 - 31日にフジテレビで5分番組として放送された。
| 回 | 放送日時                     | ゲスト                                    |
| -- | ---------------------------- | ----------------------------------------- |
| 1  | 2015年12月26日 15:29 - 15:34 | スギちゃん エルシャラカーニ               |
| 2  | 12月28日 16:04 - 16:09       | 永野                                      |
| 3  | 12月29日 16:25 - 16:30       | ねば〜る君                                |
| 4  | 12月30日 16:05 - 16:10       | 嗣永桃子（カントリー・ガールズ） 青木隆治 |
| 5  | 12月31日 15:54 - 15:59       | 森脇健児                                  |

## 超特急のふじびじスクール！（2016年）
2016年4月3日から同年9月25日まで、毎週日曜17時25分 - 30分にフジテレビで5分番組として放送された。超特急は、地上波では初の冠レギュラー番組となる。

## 超特急のふじびじスクール！ MIDNIGHT
2016年10月15日から2017年4月1日まで、毎週土曜（金曜深夜）1時45分 - 50分にフジテレビで5分番組として放送された。

## 超特急のふじびじスクール！卒業スペシャル
2017年4月22日3時30分 - 4時にフジテレビで30分番組として放送された。同年4月29日19時 - 20時に、TWO ドラマ・アニメで1時間の完全版が放送された。

## 超特急のふじびじスクール！inお台場冒険王2023
2023年8月19日、フジテレビ開局65周年記念イベント「お台場冒険王2023 SUMMER SPLASH!」にて、「超特急のふじびじスクール！inお台場冒険王2023」と題して公開収録が行われた。6年ぶりの番組復活で、超特急はカイ・リョウガ・タクヤ・ユーキ・タカシ・シューヤ・マサヒロ・アロハ・ハルの9人体制での出演となる。
同年9月22日21時 - 22時30分にフジテレビTWO ドラマ・アニメで完全版が放送された。同年11月1日2時35分 - 3時5分にフジテレビでダイジェスト版が放送された。

### スタッフ
- プロデューサー：難波加奈子、岡本栄史、柳岡秀一、河野友加[12]
- ディレクター：諏訪裕紀、福本光恭[12]
- 制作協力：ゾロ、フラワーカンパニー[12]
- 制作著作：フジテレビ[12]

## 超特急のふじびじスクール！（2024年 - ）
不定期に公開収録が行われている。地上波版はフジテレビで30分番組として放送された。CS版はフジテレビTWO ドラマ・アニメで、地上波では放送されなかった未公開シーンを含む1時間番組として放送された。
| 公開収録日     | 放送日時（地上波）                                    | 放送日時（CS）                                            |
| -------------- | ----------------------------------------------------- | --------------------------------------------------------- |
| 2024年04月07日 | 2024年04月27日 2:25 - 2:55 2024年05月04日 2:25 - 2:55 | 2024年5月25日 23:00 - 翌0:00 2024年6月01日 23:00 - 翌0:00 |
| 2024年11月16日 | 2024年12月29日 2:00 - 2:30 2025年01月18日 2:25 - 2:55 | 2025年2月09日 23:00 - 翌0:00 2025年3月09日 23:00 - 翌0:00 |
| 2025年03月22日 | 2025年05月05日 1:55 - 2:25 2025年06月02日 1:55 - 2:25 | 2025年5月23日 23:00 - 翌0:00 2025年6月14日 23:00 - 翌0:00 |
| 2025年06月01日 | 2025年07月07日 1:25 - 1:55                            |                                                           |